# 名古屋市立宮中学校
名古屋市立宮中学校（なごやしりつ みやちゅうがっこう）は、名古屋市熱田区白鳥一丁目にある公立中学校。

## 歴史

### 沿革
- 1947年（昭和22年）4月 - 名古屋市立宮中学校として成立する[WEB 1]。
- 1948年（昭和23年）9月 - 名古屋市立沢上中学校と統合し、名古屋市立熱田中学校となる[WEB 1]。
- 1949年（昭和24年）8月 - 名古屋市立熱田中学校が再分離し、改めて名古屋市立宮中学校および同沢上中学校が成立する[WEB 1]。
- 1961年（昭和36年）4月 - 通学区域の変更が行われ、従来宮中学校の通学区域であった旗屋学区を沢上中学区とし、従来沢上中学校の通学区域であった千年学区を宮中学区とした[WEB 1]。
- 1965年（昭和40年）4月 - 芭蕉菫塚句碑が除幕される[WEB 1]。
- 1970年（昭和45年）3月 - 芭蕉菫塚句碑が木碑から石碑に改築される[WEB 1]。
- 1984年（昭和59年）4月 - 障害児学級が開設される[WEB 1]。
- 1997年（平成9年）11月 - 創立50周年記念事業として「熱田宮中学校史―五十年のあゆみ―」を刊行する[WEB 1]。

### 生徒数の変遷
『愛知県小中学校誌』（2018年）によると、生徒数の変遷は以下の通りである。
| 1947年（昭和22年） | 354人  |  |
| 1957年（昭和32年） | 1159人 |  |
| 1967年（昭和42年） | 963人  |  |
| 1977年（昭和52年） | 817人  |  |
| 1987年（昭和62年） | 681人  |  |
| 1997年（平成9年）  | 555人  |  |
| 2007年（平成19年） | 372人  |  |
| 2017年（平成29年） | 269人  |  |

## 通学区域
- 名古屋市立千年小学校学区[WEB 2]
- 名古屋市立白鳥小学校学区[WEB 2]

## 交通
- 名古屋市営地下鉄名城線熱田神宮西駅4番出口より徒歩[WEB 3]

## 文学碑
校地にはいくつかの文学碑が設置されている。
- 若山牧水山ざくら歌碑

若山牧水が1924年（大正13年）3月に熱田鷲野飛燕の家に泊まった際に請われて書き残した筆を元に彫られたもので、1936年（昭和11年）11月に牧水ゆかりの法持寺月笑軒の庭に建てられたという。月笑軒の敷地は第二次世界大戦後の復興事業により、宮中学校の敷地となったため、校地に残されることになったものである。ただし、同校の整備工事に伴い、2度場所を移している。

## 著名な出身者

### 芸能
- 近藤裕希（元お笑いコンビ・インディゴ）
- 千賀健永（Kis-My-Ft2）[WEB 4]
- 向井慧（お笑いトリオ・パンサー）

### 文化
- 日比遊一（映画監督、写真家）[3]

### WEB
1. 1 2 3 4 5 6 7 8 9  “沿革史” (PDF).   名古屋市立宮中学校. 2017年7月28日閲覧。
2. 1 2  名古屋市教育委員会事務局子ども応援委員会制度担当部学校計画室計画係 (2016年4月1日). “名古屋市立中学校区一覧（小→中）” (PDF).   名古屋市. 2017年7月28日閲覧。
3. ↑  “アクセス”.   名古屋市立宮中学校. 2017年7月28日閲覧。
4. ↑  “キスマイ千賀健永が恋した“超美少女”と再会　小学校の卒業アルバムも初公開”.   modelpress (2018年7月25日). 2018年11月29日閲覧。

### 書籍
1. ↑  六三制教育七十周年記念 愛知県小中学校誌 合同記念誌編集特別委員会 2018, p. 223.
2. 1 2 3  吉田弘 1979, pp. 82–83.
3. ↑  “熱田出身の日比遊一監督が熱田を舞台に撮影する『名も無い日』撮入成功祈願祭&製作発表会見レポート！”. C2［シーツー]ブログ.   シネマクロスメディアC2 (2018年5月25日). 2023年9月28日閲覧。

## 公式サイト
- 公式ウェブサイト（日本語）